# Il giorno del giudizio (Woptime)
Il giorno del giudizio è il secondo album studio della band Hardcore punk torinese Woptime.

## Formazione
- Saverio: voce
- Paolo: chitarra
- Paolo: basso
- Sergio: batteria

## Tracce
1. Puerto Escondido – 1:59
2. Rispetto – 1:46
3. Il giorno del giudizio – 2:01
4. T.D.C. – 1:27
5. Codice d'onore – 2:54
6. Non contano nulla – 1:22
7. Torino è la mia città – 2:10
8. Woptime – 1:50